# Mattighofen
Mattighofen é uma cidade da Áustria, quase quarenta quilómetros ao norte de Salzburgo, estado de Alta Áustria.
A cidade tem uma empresa fabricante de motocicletas: KTM.